# Юрій Сич
Юрій Сич (нім. Yuriy Sych, нар. 20 квітня 1985, Івано-Франківськ) — український джазовий музикант (фортепіано, синтезатор, композиція), працює у Німеччині.

## Життя і робота
Народився в Івано-Франківську, мати — викладачка Івано-Франківського музичного училища.
Почав класичну фортепіанну підготовку у віці шести років; закінчив музичну школу в Івано-Франківську у віці 18 років з відзнакою. У 2003 році переїхав до Франкфурта, щоб продовжити навчання з фортепіано в Ірини Едельштайн в Фракфуртському університеті музики та виконавського мистецтва.
У 2006 році разом з Тімом Ротом, Мартіном Штандке і саксофоністом Беньяміном Штайлом він заснував Contrast Quartet, з яким він представив свій дебютний альбом в 2009 році (пізніше квартет перетворився на тріо). Він також вивчав джаз і популярну музику в Мангаймському університеті музики та виконавського мистецтва у професора Йорга Райтера. Грав дуетом з тромбоністом Нільсом Вограмом, співачкою Марен Кіпс, а також на Німецькому джазовому фестивалі 2008 із саксофоністом Крістофом Лауером; пізніше входив до гурту джазиста Петера Клохмана і його можна почути у кількох його альбомах. Також виступав разом із саксофоністкою Корінною Данцер. Сич проживає у Франкфурті-на-Майні, і також працював музикантом у місцевому театрі.
Концертує у складі Contrast Trio, в тому числі гурт відвідав такі фестивалі в Україні як Alfa Jazz Fest 2015 та Odessa Jazz Fest 2018. Музика гурту поєднує елементи джазу, техно і авангарду. Завдяки Сичу в ній також є фольклорні елементи, зокрема альбом Letila Zozulya записувався на Кіностудії Довженка у Києві з хором.

## Нагороди
У складі Contrast Quartet в 2006 році Сич отримав першу премію в конкурсі Jugend jazzt, а в 2008 році — грант від міста Франкфурт-на-Майні. У 2014 році також отримав грант зі своїм квартетом Electrolyte. У 2016 році у складі гурту Contrast Trio удостоєний Гессенської джазової премії.

## Дискографія
Деякі записи:
- Contrast Quartet Second Wave (flexaton 2009, разом з: Benjamin Steil, Martin Standke, Tim Roth)
- Peter Klohman Live at Bix (Paxophone 2012, разом з: Peter Klohmann, David Helm, Johannes Klingebiel)
- Peter Klohmann For Funk (Paxophone 2015, разом з: Peter Klohmann, Andreas Manns, Simon Scheibel, Jonas Vogelsang)
- Contrast Trio Zwei (whyempty 2015, разом з: Martin Standke, Tim Roth, Bastian Ruppert)
- Jason Schneider The J-Sound Project (Unit Records 2016, разом з: Ivan Habernal, Uli Schiffelholz, Michael Schreiner)
- Contrast Trio Letila Zozulya (Bimba Records 2017, з народним хором)